# Rising (bilmärke)
Rising (kinesiska: 飞凡汽车, Feifan Auto) är ett kinesiskt bilmärke ägt av statliga SAIC Motor och helt inriktat på elbilar. Märket bildades 2020 under namnet R, vilket senare fick betydelsen Rising på engelska och Feifan på kinesiska.
Den första modellen Rising ER6 lanserades 2020 och baseras på Roewe i6. I Europa säljs modellen Marvel R under namnet MG.
Det kinesiska namnet Rising Auto kom ut strax efter i oktober 2021 och det engelska namnet Rising Auto skapades 2021 för att ge R-varumärket ett fullständigt meningsfullt namn. Tidiga produkter är ommärkta Roewe-fordon med R7 crossover som den första originalprodukten. Följande produkt är F7 Executive sedan.
I november 2024 tillkännagav SAIC Motor Passenger Vehicle att de rullar tillbaka varumärket Rising Auto till Roewe, vilket avslutar dess historia som ett oberoende varumärke. Rising skulle förvandlas till en elektrisk premiumproduktlinje under Roewe.

## Produkter

### Aktuella modeller
- Rising Auto R7 (2022–nutid), mellanstor coupé SUV, BEV
- Rising Auto RC7 (för att börja), mellanstor SUV, BEV
- Rising Auto F7 (2023–nutid), mellanstor sedan, BEV

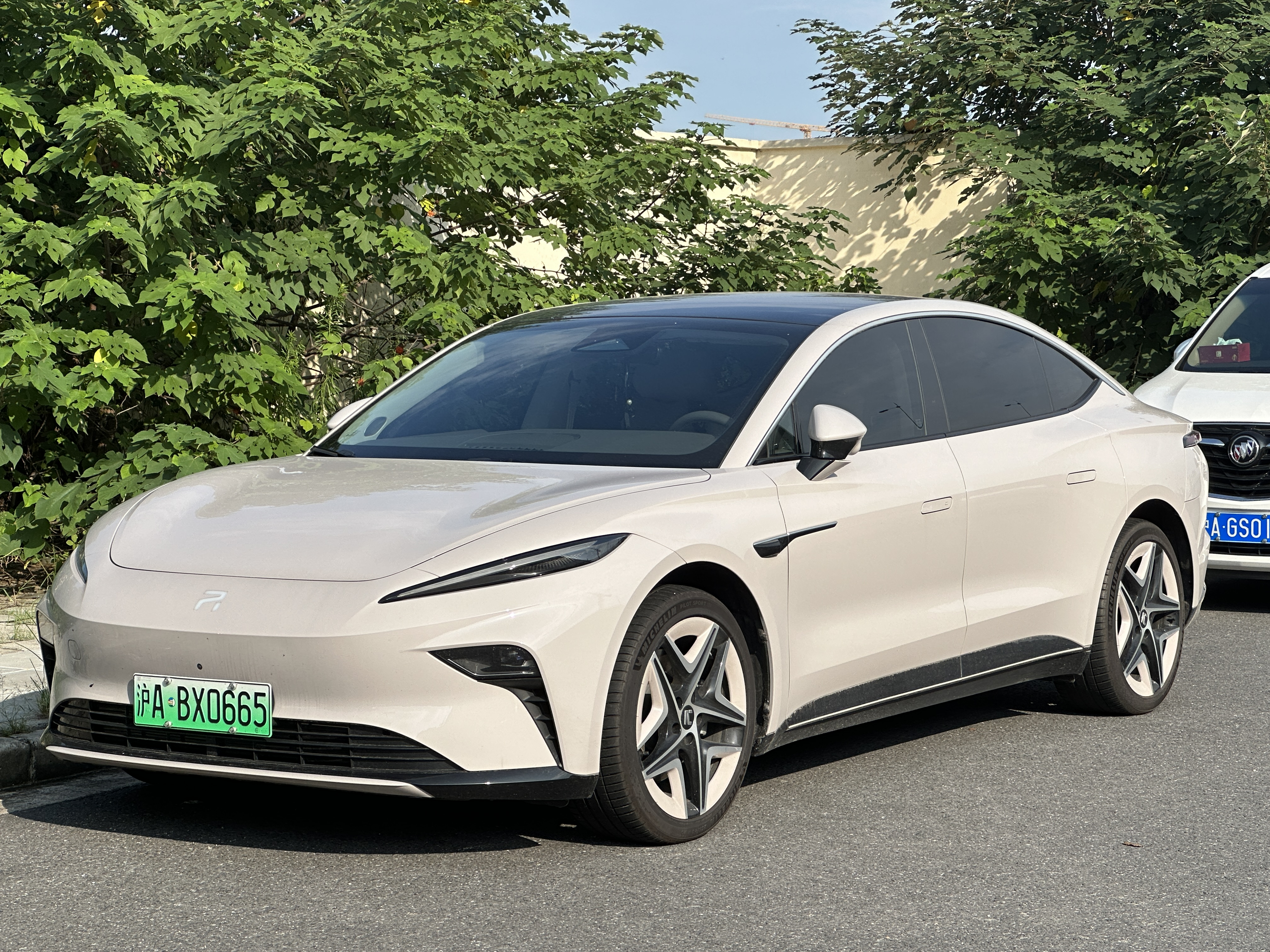
Rising Auto F7
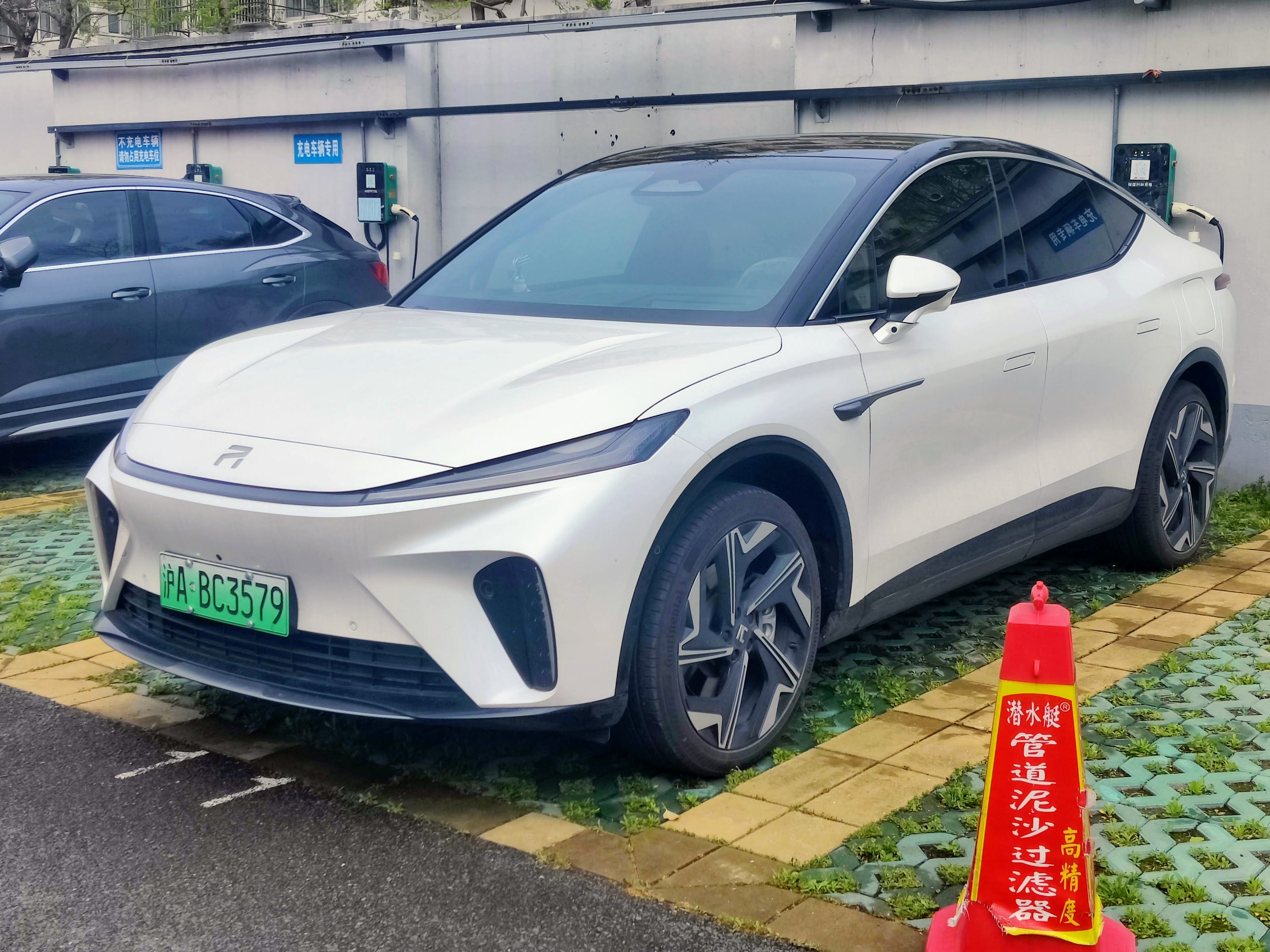
Rising Auto R7
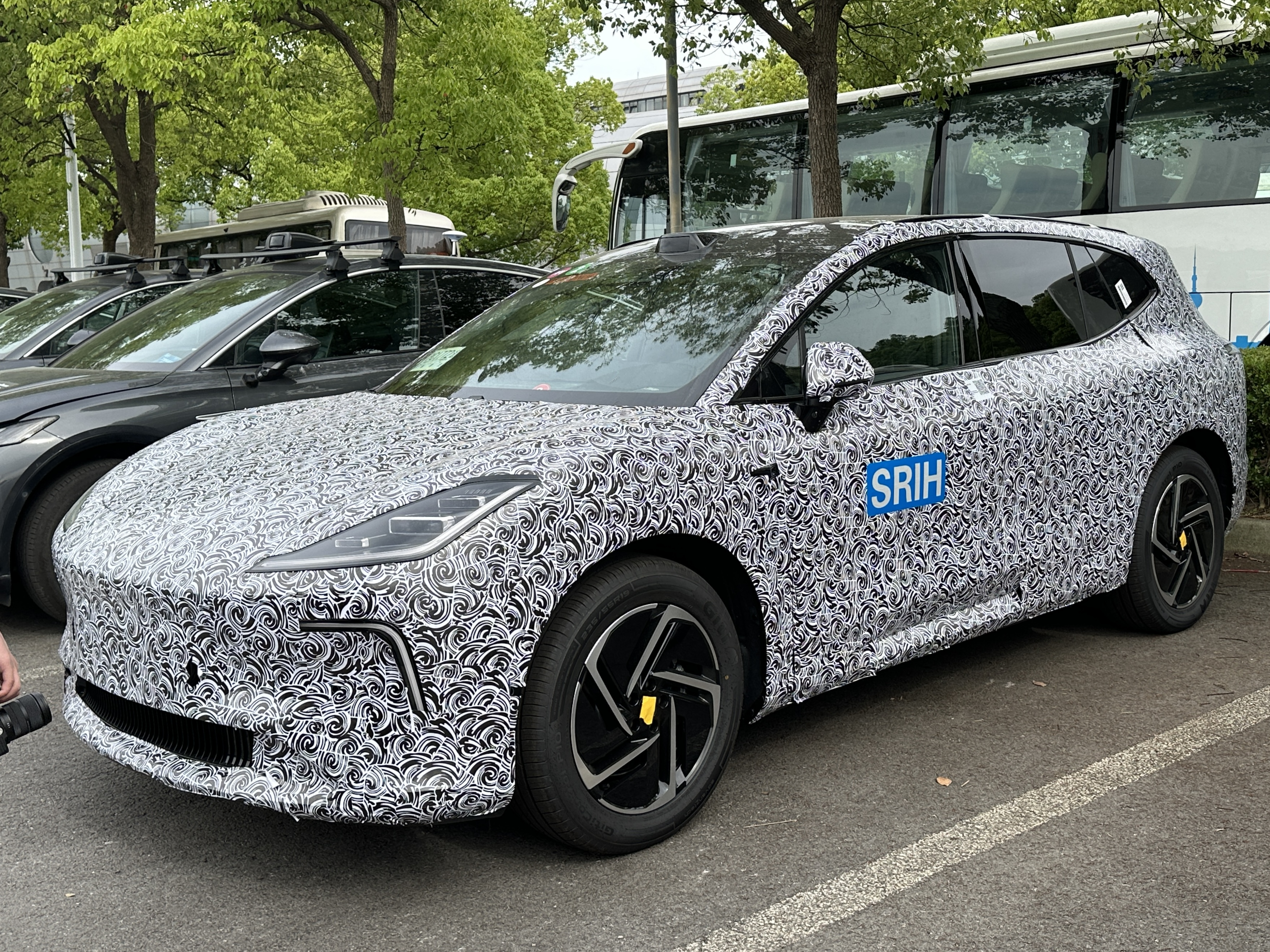
Rising Auto RC7 (prototyp)

### Utgående modeller
- Rising Auto ER6 (2020–2022), compact car, ommärkt Roewe Ei6.
- Rising Auto Marvel R (2020–2022), compact SUV, ommärkt Roewe Marvel X.

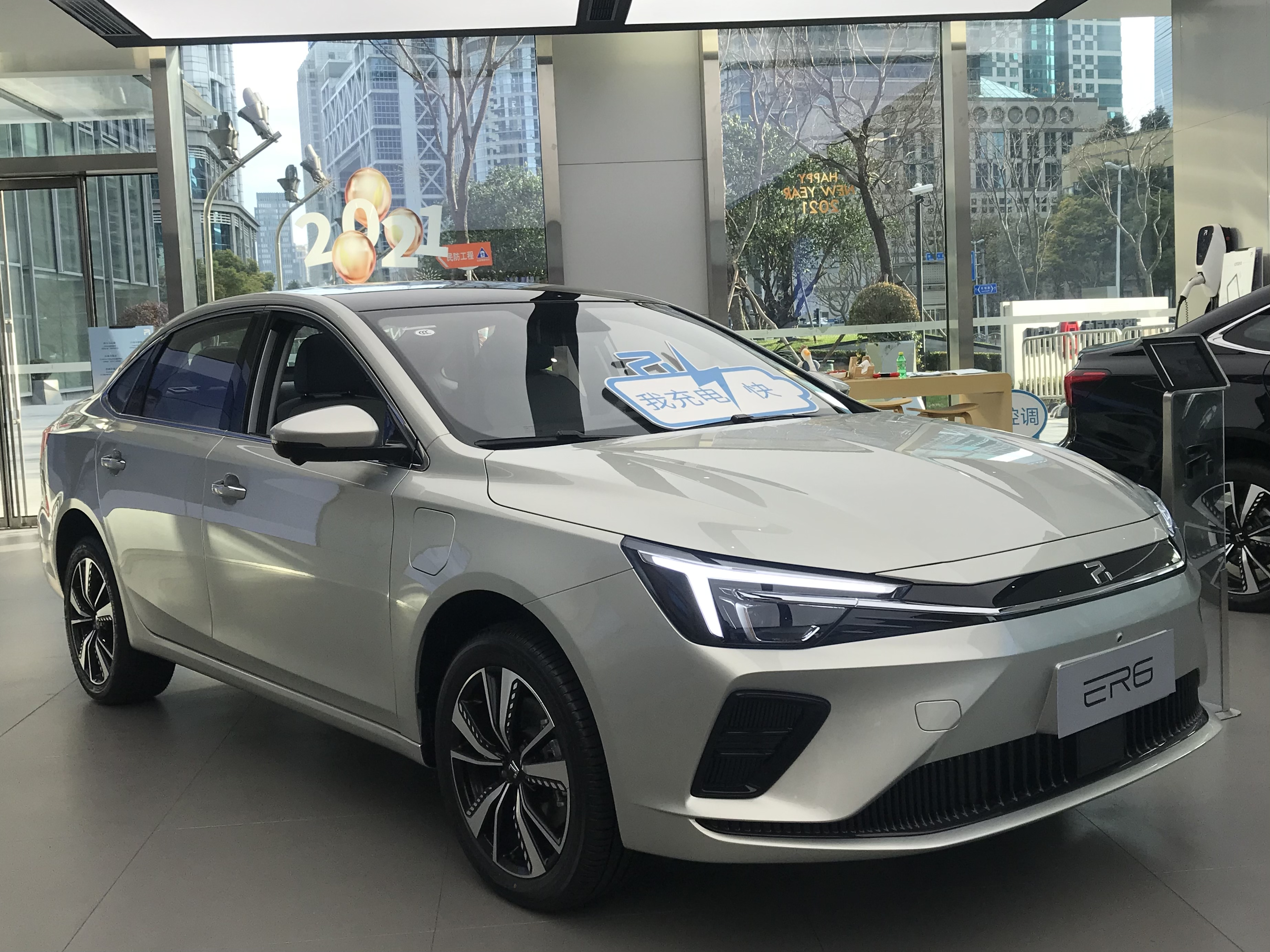
Rising Auto ER6
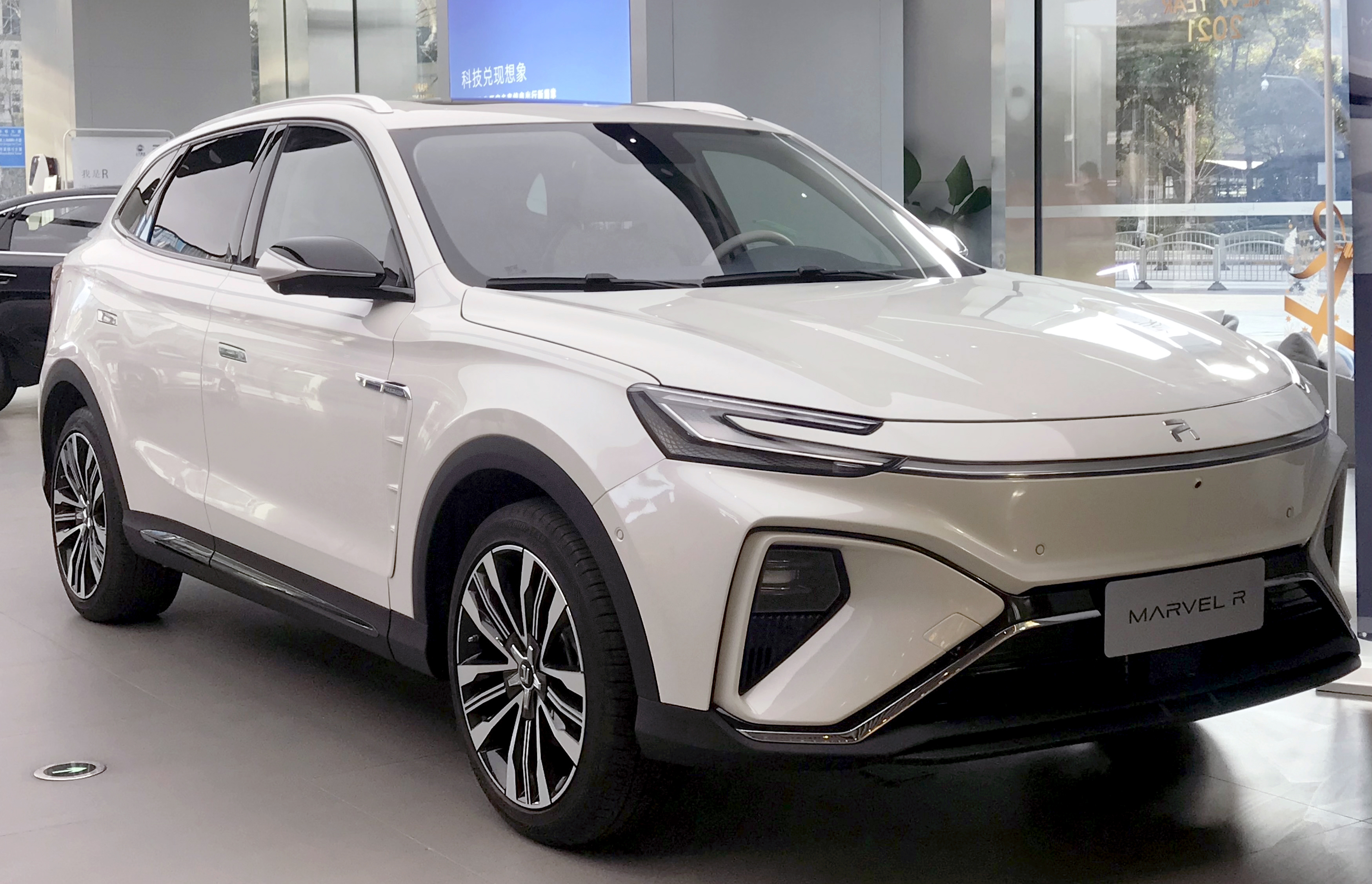
Rising Auto Marvel R

### Konceptfordon
Rising Auto har avslöjat följande konceptbilar:

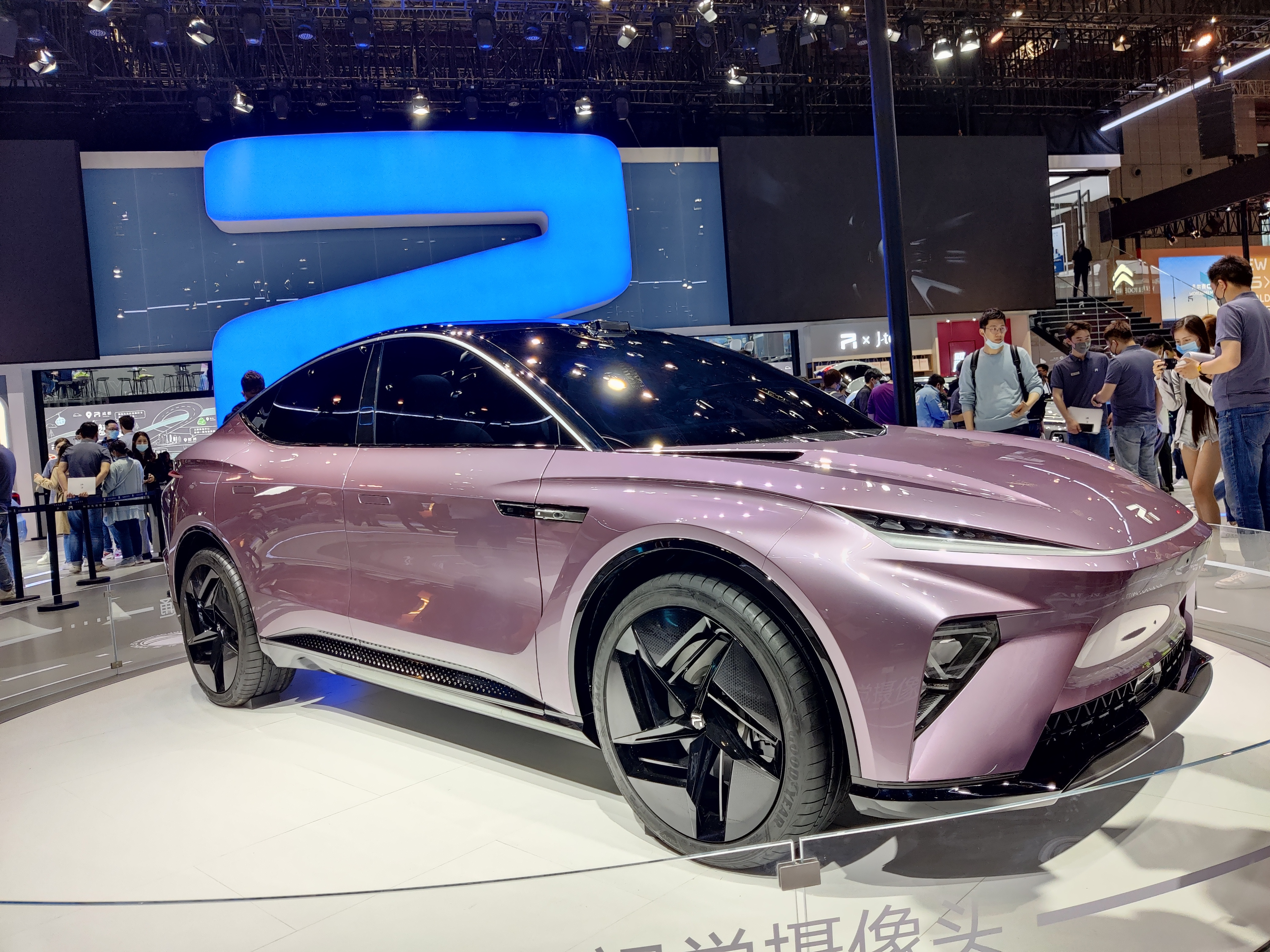
Rising Auto Marvel R Concept
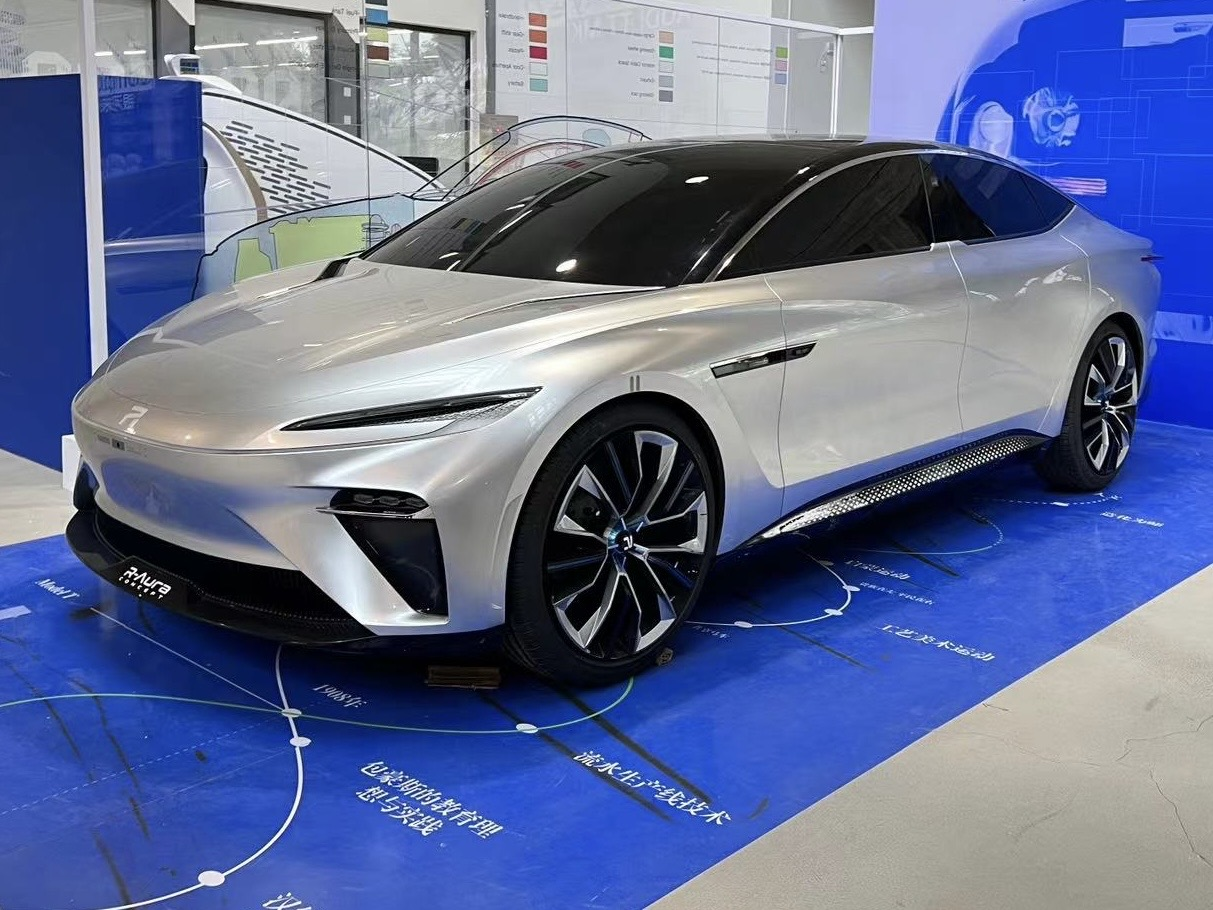
Rising Auto ES33 Concept

- Rising Auto ES33 Concept
- Rising Auto R-Aura Concept